# Брвно
Уопштено, брвно је дебло дрвета коме су отесане гране, спремно за даљу обраду. 
Брвно је основни грађевински материјал за градњу брвнаре, а у народу се често брвном називају и талпе и облице за ту намену.
Брвно је такође и прелаз преко потока или речице за пешаке. Отесаним стаблом се премосте обале потока и тако се омогућава прелаз са једне обале на другу али се не омета проток воде. Паралелно са стаблом постави се мотка, на висини од око 1 m, која путнику намернику служи као рукохват док прелази на другу обалу.
У војној литератури брвно је мостић на стојним или пловним потпорама, намењен за прелаз пешадије или коњице. Пешадијски је ширине веће од 0,25 m, а коњички има ширину од 1,5 m.